# Villa Gebhardt

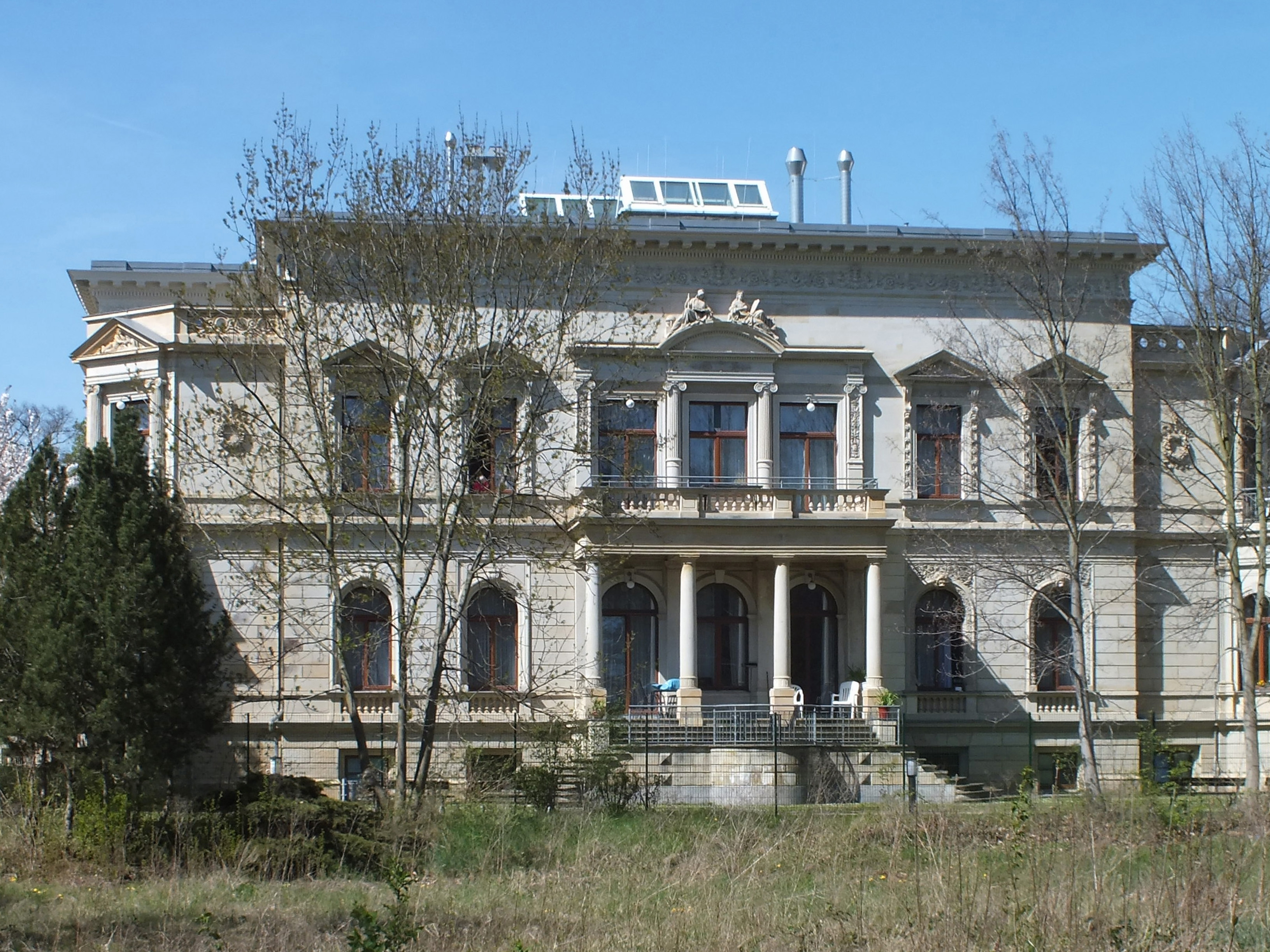
Gartenfront der Villa (2015)

Die Villa Gebhardt ist ein Wohnhaus in der Sebastian-Bach-Straße 53 im Leipziger Bachviertel, das unter Denkmalschutz steht.

## Geschichte
Die sandsteinverkleidete und fein dekorierte Villa des Verlagsbuchhändlers Leopold Gebhardt ( verstorben 1895), Inhaber von J. M. Gebhardt’s Verlag, wurde von 1880 bis 1881 von Arwed Roßbach in Formen der italienischen Renaissance mit ausladenden Treppen und Terrassen errichtet.
1922/23 erwarb der Bankier Hans Kroch das Gebäude.
Nachdem die jüdische Familie  Kroch  im Rahmen der Arisierung durch die Nationalsozialisten enteignet worden war, wurde 1941 in dem Gebäude das Musische Gymnasium eingerichtet, welches 1944 nach Nossen verlegt wurde und dort bis zu seiner Auflösung 1945 bestand.
Nach dem Zweiten Weltkrieg wurde das Gebäude Klinik der SAG Transmasch (Nachfolgeunternehmen von Adolf Bleichert & Co.) und wurde bis zur politischen Wende weiter als medizinische Einrichtung genutzt (zuletzt als Betriebspoliklinik der Bauarbeiter Leipzig). Mit einem modernen Anbau versehen ist es seit 2003 Teil des Senioren-Wohnparks Stadtpalais.

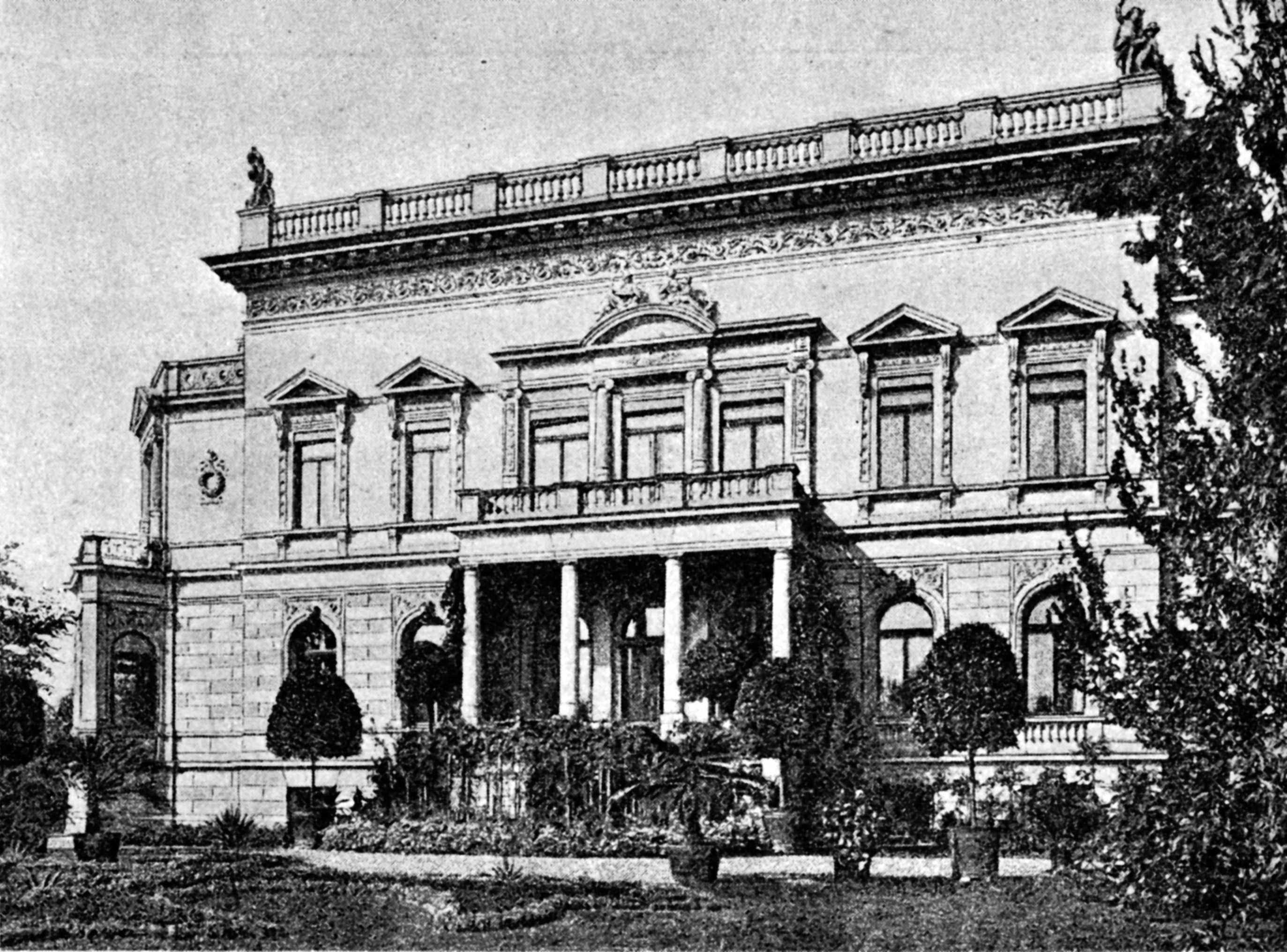
Ansicht des Gebäudes um 1892
Erdgeschoss-Grundriss des Hauses (um 1892)
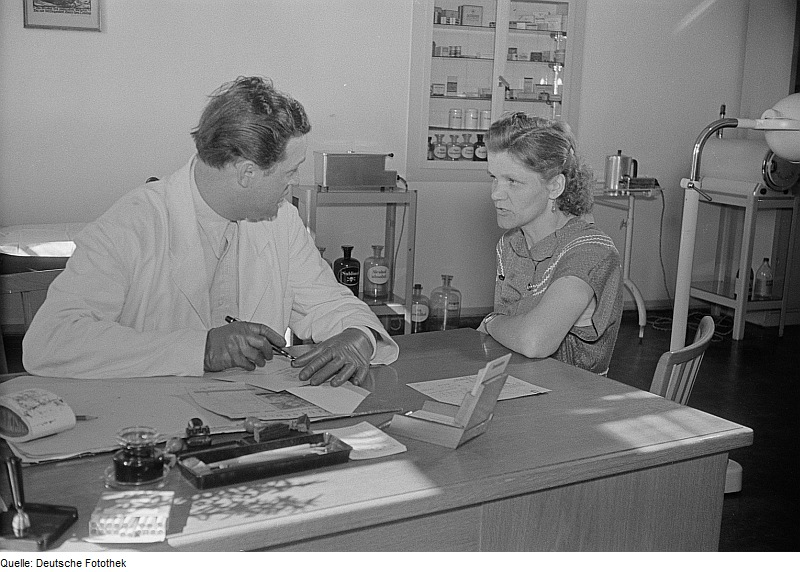
Betriebsklinik der SAG Transmasch (1952)